# Richard Thomas
Richard Earl Thomas (Nueva York, 13 de junio de 1951) es un actor estadounidense, conocido por su papel protagonista en la serie dramática The Waltons, donde interpretó a John-Boy Walton y por la que ganó un Primetime Emmy y dos nominaciones al Globo de Oro.

## Primeros años
Thomas nació el 13 de junio de 1951 en Nueva York, hijo de los bailarines Barbara Fallis y Richard S. Thomas, miembros del Ballet de la ciudad de Nueva York y dueños de la Escuela de Ballet de Nueva York.
Thomas tiene un nevus en su mejilla izquierda. Según afirma, esto hizo que se le fuera descartado un papel en un comercial de televisión en su juventud.
Estudió en el Columbia College, la universidad de pregrado de la Universidad de Columbia, donde se especializó en chino antes de cambiarse al departamento de inglés. Después de conseguir su papel en The Waltons tuvo que abandonar la carrera en su tercer año porque tenía que comprometerse al papel a tiempo completo en Los Ángeles.

## Carrera

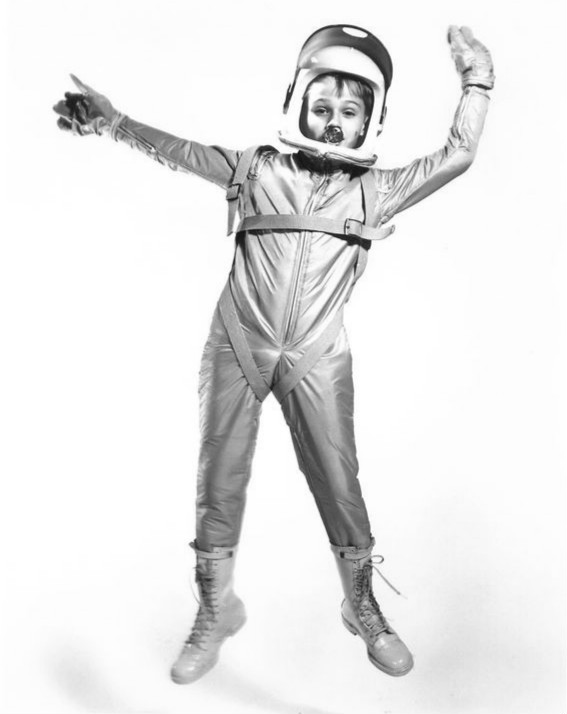
Thomas a los 10 años en 1, 2, 3, Go!.

En 1958, a la edad de siete años, Thomas hizo su debut en Broadway en Sunrise at Campobello. En 1959, apareció en la presentación televisiva Hallmark Hall of Fame NBC de A Doll's House de Ibsen con Julie Harris, Christopher Plummer y Hume Cronyn. Luego comenzó a actuar en la televisión diurna, apareciendo en telenovelas como The Edge of Night (como Ben Schultz, 1961), A Flame in the Wind y As the World Turns (como Tom Hughes, 1966–67) que se transmitían desde su natal Manhattan. En 1970, fue estrella invitada en Bonanza de NBC (episodio "The Weary Willies").
Los primeros roles importantes de Thomas fueron en las películas Winning (1969) con Paul Newman y Last Summer (también de 1969) con Bruce Davidson y Barbara Hershey. En 1971, actuó en Red Sky At Morning y obtuvo en papel principal en la cinta independiente Cactus in the Snow (una película perdida y difícil de adquirir por DVD, VHS, etc.).

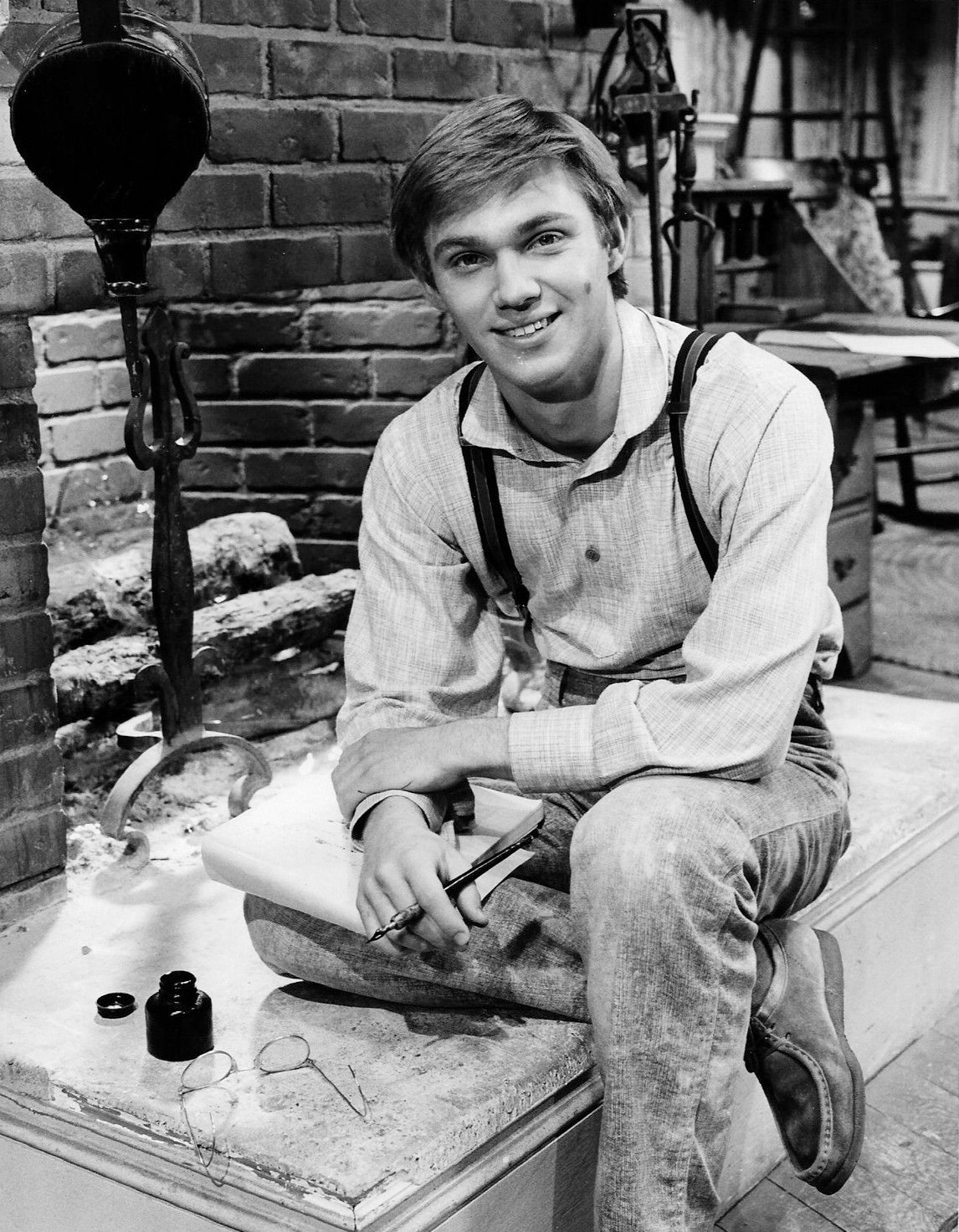
Thomas en el set de The Waltons en 1973.

Thomas se hizo internacionalmente reconocido por su interpretación como John-Boy Walton en la serie de televisión de los setenta The Waltons, que estuvo basada en la historia de la vida del propio creador de la serie Earl Hamner Jr.. Previamente a la serie, apareció en la precuela de la serie, la película The Homecoming: A Christmas Story en 1971 y luego interpretó el papel continuamente por 124 episodios hasta el 17 de marzo de 1977. Thomas dejó la serie y su papel fue asumido por Robert Wightman en las últimas temporadas, pero eventualmente retomó el papel durante tres de las películas spin-off de la serie, siendo la primera A Walton Thanksgiving Reunion en 1993. Thomas ganó un Emmy por mejor actuación en una serie dramática en 1973.
Thomas interpretó al asesino y violador Kenneth Kinsolve en You'll Like My Mother en 1972 con Patty Duke. Interpretó los papeles principales del soldado Henry Fleming en la película para televisión de NBC The Red Badge of Courage en 1974, y de Paul Bäumer en la película para televisión de CBS de 1979 All Quiet on the Western Front.
En otras películas para televisión, interpretó al hijo menor del coronel Warner, Jim, en Roots: The Next Generations (la secuela de 1979 de Roots de 1977), el papel principal en la película biográfica Living Proof: The Hank Williams Jr. Story en 1983,  Will Mossup en Hobson's Choice de CBS en 1983, Henry Durie en The Master of Ballantrae para Hallmark Hall of Fame, Martin Campbell en Final Jeopardy y el adulto Bill Denbrough en la miniserie de terror It de Stephen King.
En 1980, Thomas hizo su primera aparición en Broadway en más de 12 años cuando fue un reemplazo en Fifth of July de Lanford Wilson.  En el mismo año, apareció como Shad (el joven granjero encargado de emplear mercenarios para salvar su planeta de Sador y sus fuerzas invasoras) en Battle Beyond the Stars.
En 1987, apareció en los escenarios de Filadelfia y Washington D. C. en Tom Paine (interpretando a Paine "como un tigre estrellado, feroz por la libertad y listo para atacar salvajemente a cualquiera que se interponga en su camino, "en una puesta en escena de la obra de Howard Fast ambientada en el año del bicentenario de la Constitución de los Estados Unidos). En 1990, se unió a Nathan Lane en el Mark Taper Forum en Los Ángeles para The Lisbon Traviata de Terrence McNally en el papel de Stephan. En 1993, interpretó el papel principal en una producción teatral de Shakespeare Theatre de Ricardo II en Washington.
Thomas protagonizó con Maureen O'Hara y su coprotagonista de It, Annette O'Toole, la película de Hallmark Channel The Christmas Box en 1995.
En 2001, apareció en el West End de Londres en la producción teatral Art de Yasmina Reza con Judd Hirsch. También apareció en el escenario de Nueva York en la producción de The Public Theatre en Central Park, As You Like It en 2005, Democracy on Broadway de Michael Frayn en 2004 y la producción fuera de Broadway de Terrence McNally The Síndrome de Stendhal en el mismo año (2004).
Presentó la serie de televisión It's a Miracle en 2001. En 2006, Thomas comenzó una gira de teatro de la obra Twelve Angry Men de Reginald Rose junto con la estrella de Cheers George Wendt en el Teatro Shubert en New Haven, Connecticut, interpretando el papel fundamental del Jurado Ocho frente al Jurado Uno de Wendt.
En 2009 y 2010, Thomas apareció en Broadway en Race, una obra de David Mamet. La producción fue dirigida por Mamet e incluyó a James Spader, David Alan Grier y Kerry Washington. En febrero y marzo de 2011, actuó en el Teatro Público Off-Broadway de Nueva York en Timon of Athens.
Thomas interpretó a Frank Gaad en la serie de televisión dramática de espías del período FX Network The Americans. También apareció en la reposición de Broadway de 2017 de The Little Foxes y fue nominado para un premio Tony de 2017 al mejor actor destacado en una obra.
En diciembre de 2018, Thomas interpretó a Ebenezer Scrooge en la producción de A Musical Christmas Carol de Pittsburgh CLO. Luego, en febrero de 2021, Thomas interpretó a Bodie Lord en la serie de televisión dramática de suspenso de Amazon Prime Tell Me Your Secrets.
En enero de 2022, Thomas interpretó al padre distanciado de Wendy Byrde, Nathan Davis, en la temporada 4 de 0zark.
A partir de abril de 2022, Thomas interpretó a Atticus Finch en una gira nacional de Broadway de la producción teatral To Kill a Mockingbird, basada en la novela de Harper Lee.
Hasta 2024, Thomas ha sido acreditado por la narración de más de 340 libros en Audible.

## Vida personal
Thomas se casó con Alma Gonzales el 14 de febrero de 1975. Tuvieron un hijo, Richard Francisco, nacido en 1976, y las trillizas Barbara, Gwyneth y Pilar Alma, nacidas el 26 de agosto de 1981. La pareja se divorció en 1993. 
Thomas se casó con Georgiana Bischoff de Santa Fe, el 20 de noviembre de 1994. Tienen un hijo, Montana James Thomas, nacido el 28 de julio de 1996. En el momento en que ella se casó con Thomas, Bischoff tenía dos hijas de matrimonios anteriores, Brooke Murphy y Kendra Kneifel.

## Filmografía

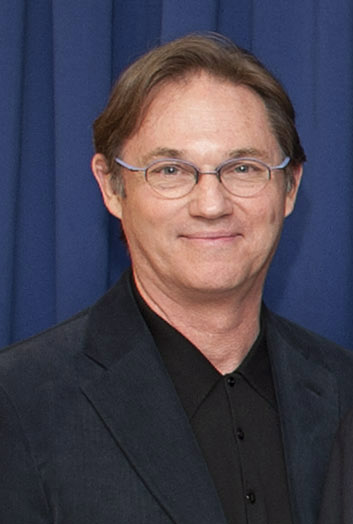
Thomas en 2014.

### Como actor

#### Cine
Fuentes: TCM; AllMovie
| Año  | Título                                                     | Rol                        | Notas            |
| ---- | ---------------------------------------------------------- | -------------------------- | ---------------- |
| 1969 | Winning                                                    | Charley                    |                  |
| 1969 | Last Summer                                                | Peter                      |                  |
| 1971 | Red Sky at Morning                                         | Joshua Arnold              |                  |
| 1971 | The Todd Killings                                          | Billy Roy                  |                  |
| 1971 | Cactus in the Snow                                         | Harley MacIntosh           | Película perdida |
| 1972 | You'll Like My Mother                                      | Kenny                      |                  |
| 1974 | Sisters of the Space Age                                   | Narrador                   | Cortometraje     |
| 1977 | September 30, 1955                                         | Jimmy J.                   |                  |
| 1980 | Battle Beyond the Stars                                    | Shad                       |                  |
| 1989 | Beyond the Prairie: The True Story of Laura Ingalls Wilder | Charles Ingalls            | Video            |
| 2000 | The Million Dollar Kid                                     | Ted Hunter                 |                  |
| 2000 | Wonder Boys                                                | Walter Gaskell             |                  |
| 2000 | Bloodhounds Inc.                                           | Robert Hunter              | Video            |
| 2009 | Taking Woodstock                                           | Reverendo Don Darren Petty |                  |
| 2015 | Anesthesia                                                 | Mr. Werth                  |                  |
| 2021 | Christmas vs. the Walters                                  | Roger                      |                  |
| 2021 | The Unforgivable                                           | Michael Malcolm            |                  |

#### Películas para televisión

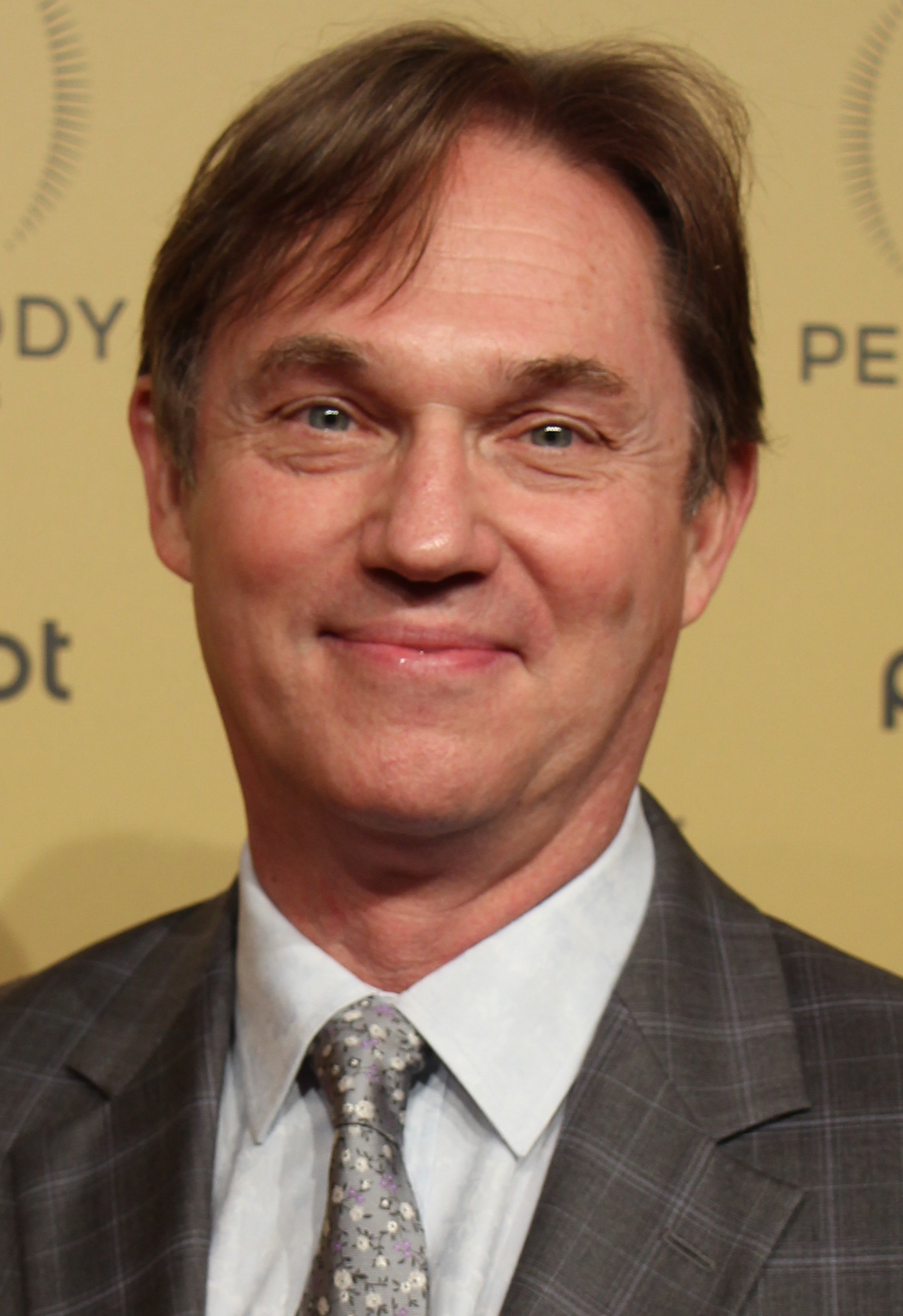
Thomas en los Premios Peabody de 2015.

Fuentes: TCM; AllMovie; TV Guide
| Año  | Título                                          | Rol                               | Notas                                   |
| ---- | ----------------------------------------------- | --------------------------------- | --------------------------------------- |
| 1959 | A Doll's House                                  | Ivor                              |                                         |
| 1971 | The Homecoming: A Christmas Story               | John-Boy Walton                   |                                         |
| 1974 | The Red Badge of Courage                        | Pvt. Henry Fleming                |                                         |
| 1975 | The Silence                                     | Cadete James Pelosi               |                                         |
| 1978 | Getting Married                                 | Michael Carboni                   |                                         |
| 1979 | No Other Love                                   | Andrew Madison                    |                                         |
| 1979 | All Quiet on the Western Front                  | Paul Baumer                       |                                         |
| 1980 | To Find My Son                                  | David Benjamin                    |                                         |
| 1981 | Berlin Tunnel 21                                | Teniente Sandy Mueller            |                                         |
| 1981 | Barefoot in the Park                            | Paul Bratter                      |                                         |
| 1982 | Pavarotti & Friends                             | El mismo                          |                                         |
| 1982 | Johnny Belinda                                  | William Richmond                  |                                         |
| 1982 | Fifth of July                                   | Kenneth Talley Jr.                |                                         |
| 1982 | Christmas at Kennedy Center with Leontyne Price | Himself                           |                                         |
| 1983 | Living Proof: The Hank Williams, Jr. Story      | Hank Williams Jr.                 |                                         |
| 1983 | Hobson's Choice                                 | Will Mossup                       |                                         |
| 1984 | The Master of Ballantrae                        | Henry Durie                       |                                         |
| 1985 | Final Jeopardy                                  | Marty Campbell                    |                                         |
| 1988 | Go Toward the Light                             | Greg Madison                      |                                         |
| 1989 | Glory! Glory!                                   | Rev. Bobby Joe                    |                                         |
| 1990 | Andre's Mother                                  | Cal Porter – amante de Andre      |                                         |
| 1990 | Common Ground                                   | Colin Diver                       |                                         |
| 1991 | Mission of the Shark                            | Teniente Steven Scott             |                                         |
| 1991 | Yes Virginia, There Is a Santa Claus            | James O'Hanlan                    |                                         |
| 1992 | A Thousand Heroes                               | Gary Brown                        | Crash Landing: The Rescue of Flight 232 |
| 1992 | Lincoln                                         | John Hay                          | Voz                                     |
| 1993 | I Can Make You Love Me                          | Richard Farley                    | Stalking Laura                          |
| 1993 | Precious Victims                                | Don Weber                         |                                         |
| 1993 | Linda                                           | Paul Cowley                       |                                         |
| 1993 | A Walton Thanksgiving Reunion                   | John-Boy Walton                   |                                         |
| 1994 | To Save the Children                            | David Young                       |                                         |
| 1995 | Death in Small Doses                            | Richard Lyon                      |                                         |
| 1995 | A Walton Wedding                                | John-Boy Walton                   |                                         |
| 1995 | Down, Out & Dangerous                           | Tim Willows                       |                                         |
| 1995 | The Christmas Box                               | Richard Evans                     |                                         |
| 1996 | West Virginia: A Film History                   | Narrator                          | Voz                                     |
| 1996 | What Love Sees                                  | Gordon Holly                      |                                         |
| 1996 | Timepiece                                       | Richard Evans                     |                                         |
| 1997 | A Walton Easter                                 | John-Boy Walton                   |                                         |
| 1997 | A Thousand Men and a Baby                       | Dr. Hugh 'Bud' Keenan             | Narrow Escape                           |
| 1997 | Flood: A River's Rampage                        | Herb Dellenbach                   |                                         |
| 1998 | Big and Hairy                                   | Victor Dewlap                     |                                         |
| 2000 | In the Name of the People                       | Jack Murphy                       |                                         |
| 2000 | The Christmas Secret                            | Jerry McNeil                      |                                         |
| 2001 | The Miracle of the Cards                        | Dr. Neal Kassell                  |                                         |
| 2002 | Beyond the Prairie, Part 2                      | Charles Ingalls                   |                                         |
| 2002 | Anna's Dream                                    | Rod Morgan                        |                                         |
| 2005 | Annie’s Point                                   | Richard Eason                     |                                         |
| 2006 | Wild Hearts                                     | Bob                               |                                         |
| 2011 | Yesterday, Today and Tomorrow                   | Dick                              | Time after Time                         |
| 2021 | The Waltons' Homecoming                         | John-Boy Walton (voz)/Presentador |                                         |

#### Televisión

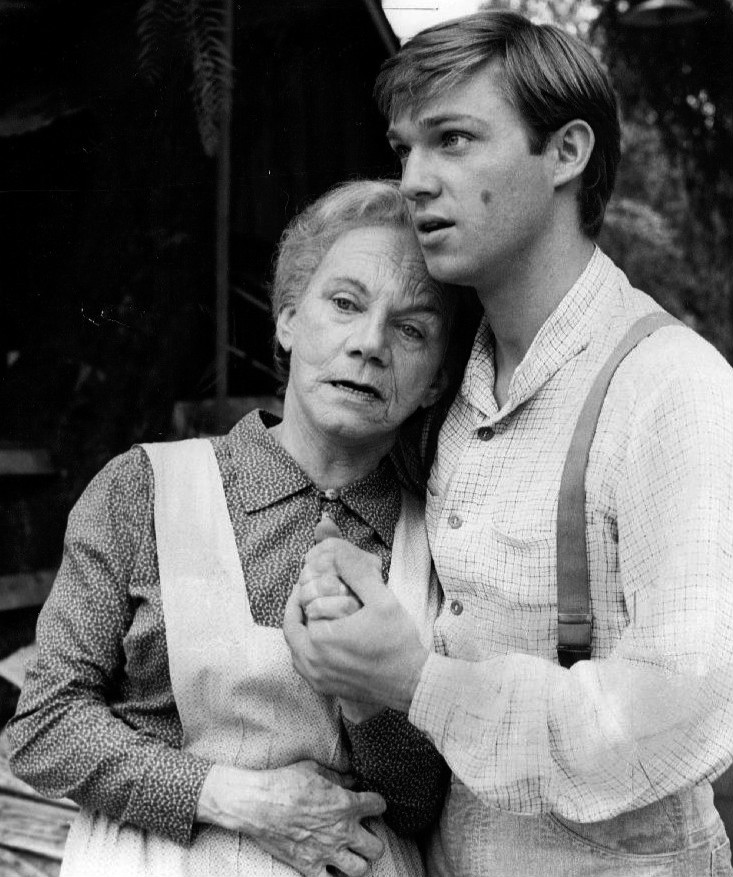
Thomas con Ellen Corby (quien interpretó a su abuela) en la serie The Waltons, 1976.

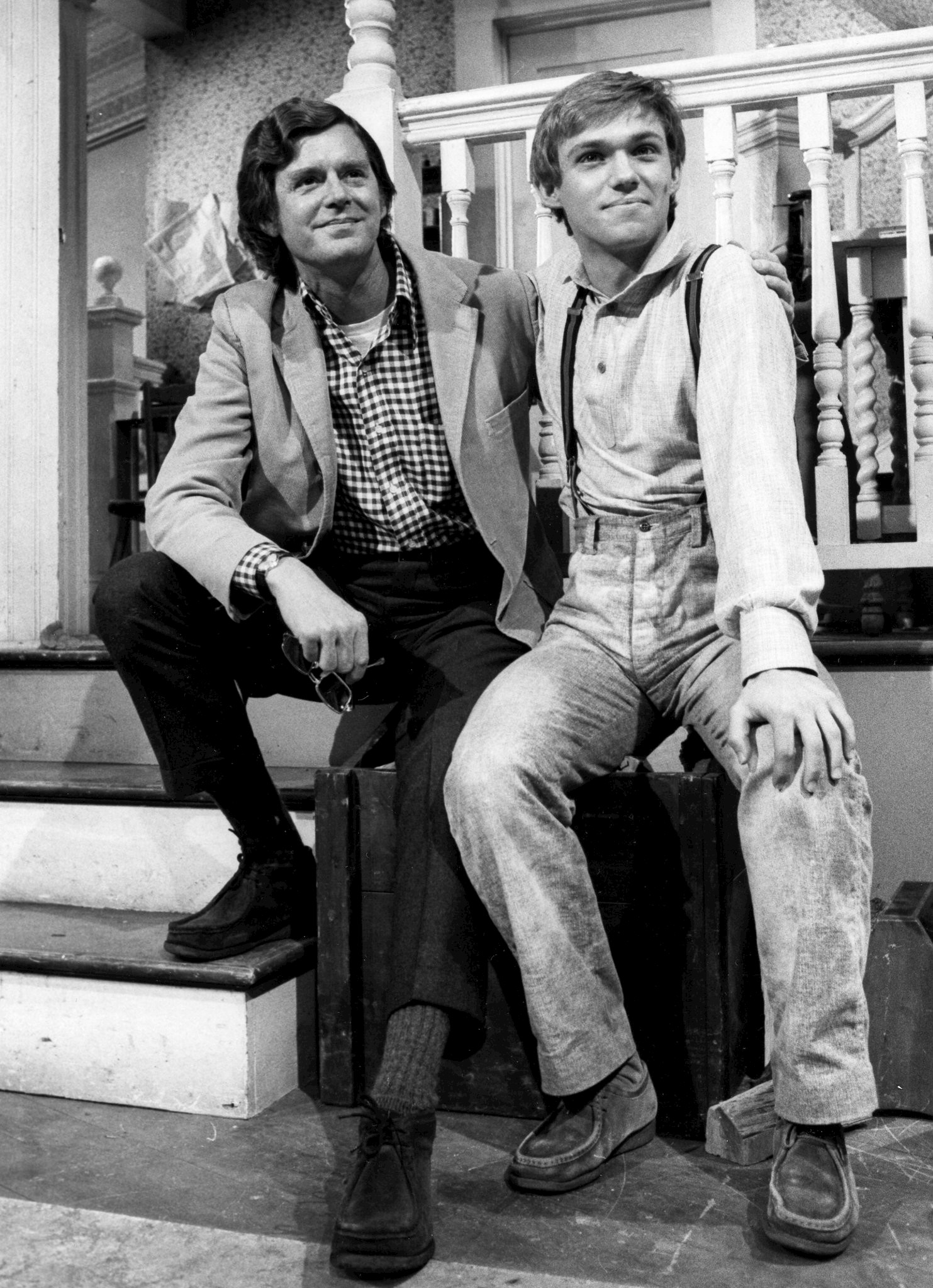
Thomas con Earl Hamner, el creador de The Waltons en 1976.

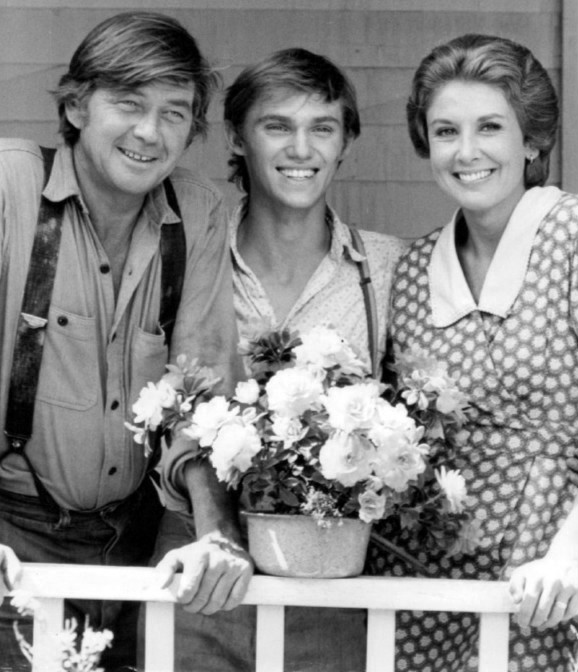
Thomas junto a Ralph Waite y Michael Learned en una foto promocional de The Waltons, 1972.

| Año        | Título                                         | Rol                          | Notas                                |
| ---------- | ---------------------------------------------- | ---------------------------- | ------------------------------------ |
| 1961       | Way Out                                        | Jeremy Keeler                | Ep: "The Croaker"                    |
| 1961       | Great Ghost Tales                              | Conradin                     | Ep: "Srendhi Vashtar"                |
| 1961       | The Defenders                                  | Johnny Remington             | Ep: "The Boy Between"                |
| 1961       | From These Roots                               | Richard                      |                                      |
| 1961       | The Edge of Night                              | Ben Schultz, Jr.             |                                      |
| 1961–1962  | 1, 2, 3 Go!                                    | Himself                      | 5 episodios                          |
| 1964       | A Flame in the Wind                            | Chris Austin                 | Ep: "#1.1"                           |
| 1965       | Seaway                                         | Martin Anderson              | Ep: "Last Voyage"                    |
| 1966–1967  | As the World Turns                             | Thomas Christopher Hughes #4 |                                      |
| 1969–1970  | Marcus Welby, M.D.                             | Dennis Alan Graham           | 2 episodios                          |
| 1970       | Medical Center                                 | Toby Tavormina               | Ep: "Runaway"                        |
| 1970       | Bracken's World                                | Alan                         | Ep: "Fallen, Fallen Is Babylon"      |
| 1970       | Bonanza                                        | Billy                        | Ep: "The Weary Willies"              |
| 1971       | The F.B.I.                                     | John "Chill" Chilton         | Ep: "The Game of Terror"             |
| 1972       | Night Gallery                                  | Ian Evans                    | Ep: "The Sins of the Fathers"        |
| 1972–1977  | The Waltons                                    | John-Boy Walton              | 124 episodios                        |
| 1973       | Match Game 73                                  | El mismo                     | 5 episodios                          |
| 1979       | Roots: The Next Generations                    | Jim Warner                   | 3 episodios                          |
| 1989       | The Greatest Adventure: Stories from the Bible | Mark                         | Ep: "The Easter Story"               |
| 1990       | Tales from the Crypt                           | Dr. Trask                    | Ep: "Mute Witness to Murder"         |
| 1990       | It                                             | Bill Denbrough               | 2 episodios                          |
| 1995       | The Outer Limits                               | Dr. Stephen Ledbetter        | Ep: "The New Breed"                  |
| 1995       | The Invaders                                   | Jerry Thayer                 | 2 episodios                          |
| 1996       | Dave's World                                   | El mismo                     | Ep: "L.A. Times"                     |
| 1997–1998  | Promised Land                                  | Joe Greene                   | 4 episodios                          |
| 1997–1998  | Touched by an Angel                            | Joe Greene                   | 2 episodios                          |
| 1997       | Riding the Rails                               | Narrador                     | Documental                           |
| 1998       | The Adventures of Swiss Family Robinson        | David Robinson               | 30 episodios                         |
| 1999       | The Practice                                   | Walter Arens                 | Ep: "Committed"                      |
| 1999–2001  | It's a Miracle                                 | Presentador                  | 24 episodios                         |
| 2001       | Law & Order: Special Victims Unit              | Daniel Varney                | Ep: "Scourge"                        |
| 2002–2003  | Just Cause                                     | Hamilton Whitney III         | 22 episodios                         |
| 2006       | Nightmares & Dreamscapes                       | Howard Cottrell              | Ep: "Autopsy Room Four"              |
| 2009       | Law & Order                                    | Roger Jenkins                | Ep: "Dignity"                        |
| 2011       | Rizzoli & Isles                                | Profesor Dwayne Cravitz      | Ep: "Rebel Without a Pause"          |
| 2013–2016  | The Americans                                  | Frank Gaad                   | 41 episodios                         |
| 2013       | Law & Order: Special Victims Unit              | Nat Randolph                 | Ep: "Brief Interlude"                |
| 2013       | White Collar                                   | William Wolcott              | Ep: "Master Plan"                    |
| 2014       | The Good Wife                                  | Ed Pratt                     | Ep: "Dear God"                       |
| 2016       | Chicago P. D.                                  | Adam Ames                    | Ep: "A Night Owl"                    |
| 2016       | Elementary                                     | Mitch Barrett                | Ep: "Henny Penny the Sky is Falling" |
| 2016       | Conviction                                     | Earl Slavitt                 | Ep: "A Different Kind of Death"      |
| 2017, 2019 | Billions                                       | Sanford Bensinger            | 3 episodios                          |
| 2017       | Blue Bloods                                    | Congresista Richard Walters  | Ep: "Ghosts of the Past"             |
| 2019       | The Blacklist                                  | David Foy                    | Ep: "The Third Estate"               |
| 2019–2020  | NCIS: New Orleans                              | Director Van Cleef           | 2 episodios                          |
| 2020       | The Comey Rule                                 | Chuck Rosenberg              | 2 episodios                          |
| 2021       | Tell Me Your Secrets                           | Bodie Lord                   | 5 episodios                          |
| 2022       | Ozark                                          | Nathan Davis                 | 9 episodios                          |

### Como productor
- What Love Sees (1996)
- Summer of Fear (1996)
- For All Time (2000)
- Camping with Camus (2000)

### Como director
- The Waltons